# Marcel Bossi
Marcel Bossi (14 gennaio 1960) è un ex calciatore lussemburghese, di ruolo difensore.
Anche suo figlio Paul è stato un calciatore.